# کیت نیوتون
کیت نیوتون (به انگلیسی: Keith Newton) زادهٔ ۲۳ ژوئن ۱۹۴۱ بازیکن فوتبال اهل انگلستان بود که سابقهٔ بازی در تیم ملی فوتبال انگلستان را در کارنامهٔ خود دارد. وی در تاریخ ۲۳ فوریه ۱۹۶۶ نخستین بازی ملی خود را در مقابل تیم ملی فوتبال آلمان انجام داد و با حضور در ۲۷ بازی ملی، در تاریخ ۱۴ ژوئن ۱۹۷۰ واپسین بازی ملی‌اش را در برابر تیم ملی فوتبال آلمان غربی برگزار کرد.